# الفوز الكبير في أصول التفسير
الفوز الكبير في أصول التفسير، لمؤلفه ولي الله الدهلوي، ذكر فيه قواعد تعين على فهم وتدبر القرآن الكريم، وجعله في خمسة أبواب، يذكر فيها مناهج المفسرين، وتفسير الغريب، ومعرفة أسباب النزول، وغير ذلك.
وقد لقي الكتاب عناية من المختصين، وأثنى عليه بعض العلماء، كما تقرر تدريسه في بعض المدارس الإسلامية، وشرحه أحد علماء الهند.
وقد ترجم الكتاب من اللغة الفارسية إلى العربية ونشرته بعض دور النشر.

## الكتاب والمؤلف
الفوز الكبير في أصول التفسير.
مؤلفه: ولي الله أحمد بن عبد الرحيم الدهلوي.
ولد سنة: 1114هـ.
أخذ العلوم على والده وغيره من علماء الهند، ثم اشتغل بالتدريس، وزار الحرمين وبقي فيهما عامين يتلقى عن العلماء بهما، وحصل على إجازات علمية كثيرة، وكان متبحرا في علوم القرآن وعلوم الحديث، يحفظ المتون والأسانيد، ويغوص في المسائل الفقهية ليعرف مأخذها واستدلالاتها، مع الفصاحة في اللغة وجودة الشعر والنثر، وأثنى عليه علماء زمانه، وشهدوا بعلمه وفضله.
من مؤلفاته: الفوز الكبير في أصول التفسير، الإرشاد إلى مهمات الإسناد، حجة الله البالغة، الإنصاف في بيان أسباب الخلاف، إنسان العين في مشايخ الحرمين، وغيرها.
توفي بمدينة دلهي آخر المحرم سنة 1176هـ.

## زمن التأليف
القرن الثاني عشر

## موضوع الكتاب
ذكر المؤلف في مقدمة الكتاب أنه يذكر فيه القواعد والأصول التي تعين في تدبر القرآن الكريم وفهمه، وأن مقاصده في خمسة أبواب:
الباب الأول: في العلوم الخمسة التي يدل عليها القرآن الكريم نصًّا، حتى وكأن القرآن نزل بالأصالة لهذه العلوم الخمسة.
الباب الثاني: في وجوه خفاء نظم القرآن بالنسبة إلى أفهام أهل هذا العصر، وتجليتها بأوضح بيان.
الباب الثالث: في بيان لطائف نظم القرآن، والأسلوب القرآني البديع.
الباب الرابع: في مناهج التفسير، وبيان أسباب الاختلاف ووجوهه في تفسير الصحابة والتابعين.
الباب الخامس: في بيان غريب القرآن، وأسباب النزول التي لابد من حفظها للمفسر، ويحظر بدونها الخوض في التفسير.

## أهمية الكتاب والثناء عليه
يعتبر هذا الكتاب من أهم كتب أصول التفسير، ومن أوائل ما أفرد بالتصنيف في هذا المجال، وقد صنفه المؤلف بعد تأمل وتدبر طويل للقرآن وتفسيره.
وقد أثنى بعض العلماء على هذا الكتاب، منهم أبو الحسن الندوي الذي ترجم للمؤلف في بعض كتبه وقال عن هذا الكتاب: إنه مأثرة تجديدية ثورية في صدد الدعوة إلى القرآن، وإنه كتاب فريد في بابه، وهو مذكرة نادرة قيمة لعالم جليل، عانى مشكلات القرآن، ومارسها ممارسة المجرب الخبير، ولا يقدره حق قدره إلا من واجه هذه المشكلات والمسائل العويصة.
ولأهمية هذا الكتاب فقد شرحه سعيد البالنفوري في كتاب باسم «العون الكبير» وقال في وصف كتاب الدهلوي: إنه لا يزال يدرس في المدارس الإسلامية، لأنه رغم صغر حجمه إلا أنه أجدى من تفاريق العصا، وأنفع من الغيث في أوانه.

## النقد على الكتاب
انتقد بعض المختصين كتاب الفوز الكبير للدهلوي بأنه ليس دقيقا في أصول التفسير، وغالب موضوعاته بعيدة عن أصول التفسير، وغالبه في مسائل من علوم القرآن، وقليل منه في أصول التفسير.

## نموذج من الكتاب
في أصناف المفسرين ومناهج تفسيرهم
ليعلم أن المفسرين ينقسمون إلى عدة أصناف:
تفسير المحدثين:
فمنهم طائفة قصدوا إلى رواية الآثار المتعلقة بالآيات الكريمة سواء كان ذلك حديثاً مرفوعاً، أو مقطوعاً أو خبراً إسرائيلياً، وهذا طريق المحدثين.
تفسير المتكلمين:
طائفة تناولوا آيات الصفات وأسماء الله - تعالى - بالتأويل، فما لم يوافق منها - في ظاهرها - مذهب التنزيه. صرفوها عن ظاهرها، وردوا على تعلق المخالفين ببعض الآيات ونقضوا تمسكهم بها، وهذا هو منهج المتكلمين.
تفسير الفقهاء الأصولين:
وطائفة صرفت عنايتها إلى استنباط الأحكام الفقهية وترجيح بعض المجتهدات على بعض، والجواب على تمسك المخالفين بالأدلة الأخرى، وهذا طريق الفقهاء الأصوليين.
تفسير النحاة اللغويين:
وطائفة اشتغلت ببيان لغة القرآن وإعرابه (وجمله ومفرداته) وأوردوا الشواهد الكثيرة من كلام العرب في كل باب من الأبواب، وهذا مذهب النحاة اللغويين.
تفسير الأدباء البارعين:
وتوجهت جماعة إلى إشباع الكلام في اللطائف والنكات من المعاني والبيان، وأوفوا الكلام حقه وجاؤوا بآيات البلاغة وروائع البيان، وهذا هو مسلك الأدباء البارعين.
تفسير القراء الماهرين:
واهتم بعضهم برواية القراءات المأثورة عن شيوخهم في القرآن الكريم، ولم يدعوا دقيقاً ولا جليلا في هذا الباب إلا جاؤوا به، وهذه هي صفة القراء الماهرين.
تفسير الصوفية المتنسكين:
واعتنى رجال ببيان لطائف علم السلوك وعلم الحقائق بأدنى مناسبة لغوية بالآيات الكريمة، وهذا هو مشرب الصوفية المتنسكين.

## طبعات الكتاب
طبع الكتاب بترجمة سلمان الندوي، ونشرته دار الصحوة بالقاهرة عام 1407هـ - 1986م، ونشرته كذلك دار البشائر الإسلامية.
كما طبع في دار الغوثاني بدمشق عام 1429هـ - 2008م، مع مقدمة لأبي الحسن الندوي، وتعريب سعيد البالنفوري الذي شرح الكتاب.